# Maavesi (Saimen)
Maavesi är en del av sjön Saimen i Finland. Den ligger i landskapet Södra Karelen, i den södra delen av landet, 200 km nordost om huvudstaden Helsingfors.